# Brauner Springaffe
Der Braune Springaffe (Plecturocebus brunneus, Syn.: Callicebus brunneus) ist eine Primatenart aus der Unterfamilie der Springaffen innerhalb der Familie der Sakiaffen (Pitheciidae).

## Merkmale
Braune Springaffen sind wie alle Springaffen relativ kleine Primaten mit langem, dichtem Fell. Dieses ist am Rücken graubraun gefärbt, die Oberseite des Kopfes und die Gliedmaßen sind schwarzbraun gefärbt, der Bauch ist rotbraun. Der Schwanz ist buschig und länger als der Körper. Er ist bis auf die dunkle Schwanzwurzel weiß oder hellgrau und kann wie bei allen Springaffen nicht als Greifschwanz verwendet werden. Der kleine, rundliche Kopf weist lange, bartähnliche Haare an den Backen und der Kehle auf, die rotbraun gefärbt sind.

## Verbreitung und Lebensraum
Braune Springaffen kommen im Westen von Brasilien vor. Ihr Verbreitungsgebiet stimmt weitgehend mit dem Territorium des Bundesstaates Rondônia überein und wird im Nordwesten durch den Rio Madeira, im Nordosten und im Osten durch den Rio Jiparaná und im Westen und Südwesten von Río Mamoré und Rio Guaporé umschlossen. Die im östlichen Peru vorkommenden bräunlichen Springaffen, die ursprünglich ebenfalls als Callicebus brunneus klassifiziert wurden, gelten heute als eigenständige Art (Callicebus urubambensis). Der Lebensraum der Braunen Springaffen sind Wälder, wobei sie in verschiedenen Waldtypen vorkommen können.

## Lebensweise
Braune Springaffen sind tagaktiv und halten sich zumeist in den Bäumen, vor allem in der unteren Strauchschicht auf. Dort bewegen sie sich entweder auf allen vieren oder springend fort. Sie leben in Familiengruppen, die aus einem ausgewachsenen Paar und dem gemeinsamen Nachwuchs bestehen. Sie sind monogam, die Partner bleiben oft lebenslang zusammen. Sie bewohnen feste Territorien, diese werden mit morgendlichen Duettgesängen markiert, im Notfall aber auch aggressiv gegen Artgenossen verteidigt.
Ihre Nahrung besteht vorwiegend aus Früchten, daneben nehmen sie auch Blätter und Insekten zu sich.
Nach rund fünfmonatiger Fortpflanzung bringt das Weibchen ein einzelnes Jungtier zur Welt. Nach wenigen Tagen übernimmt der Vater die Hauptverantwortung für das Junge, er trägt es herum und bringt es der Mutter nur zum Säugen.

## Gefährdung
In Bolivien werden Braune Springaffen wegen ihres Fleisches gejagt, in Brasilien stellt die Lebensraumzerstörung die Hauptbedrohung dar. Die Art kommt aber in einer Reihe von Schutzgebieten vor und wird von der IUCN als nicht gefährdet (least concern) gelistet.